# Holocentropus stagnalis
Holocentropus stagnalis – chruścik (Insecta: Trichoptera) z rodziny Polycentropodidae. Gatunek zanikający i zagrożony w Polsce.
Larwy żyją w drobnych zbiornikach okresowo wysychających. Larwy są drapieżne, zjadają drobne organizmy wodne (skorupiaki, skąposzczety, owady wodne), budują lejkowate sieci łowne, połączone z mieszkalną norką. Sieć zbudowana jest z nici jedwabnych. Postacie doskonałe (imago) spotykane są w pobliżu zbiorników wodnych, aktywne są wieczorem i w nocy, przylatują do światła.
Drobnozbiornikowy limnefil, licznie występuje w jeziorkach torfowiskowych (także w drobnych zbiornikach okresowych), w striefie elodeidów, znajdowany także w osoce. Gatunek eurosyberyjski.